# Pygocryptus erugatus
Pygocryptus erugatus är en stekelart som beskrevs av Torgersen 1974. Pygocryptus erugatus ingår i släktet Pygocryptus och familjen brokparasitsteklar. Inga underarter finns listade i Catalogue of Life.